# Międzylesie (Gościeszowice)
Międzylesie – przysiółek wsi Gościeszowice w Polsce, położony w województwie lubuskim, w powiecie żagańskim, w gminie Niegosławice.
W latach 1975–1998 przysiółek administracyjnie należał do województwa zielonogórskiego.
Znajduje się tutaj neoklasycystyczny pałac z XIX w.